# Ливиналонго дел Кол ди Лана
Ливиналонго дел Кол ди Лана (итал. Livinallongo del Col di Lana) је насеље у Италији у округу Белуно, региону Венето.
Према процени из 2011. у насељу је живело 1417 становника. Насеље се налази на надморској висини од 1474 м.

## Становништво
Према резултатима пописа становништва 2011. у општини је живело 1.384 становника.
| 1951. | 1961. | 1971. | 1981. | 1991. | 2001. | 2011. |
| ----- | ----- | ----- | ----- | ----- | ----- | ----- |
| 1.863 | 1.880 | 1.718 | 1.576 | 1.440 | 1.417 | 1.384 |